# ارسیلدون (پنسیلوانیا)
ارسیلدون (به انگلیسی: Ercildoun) یک منطقهٔ مسکونی در ایالات متحده آمریکا می‌باشد که در شهرستان چستر، پنسیلوانیا قرار دارد.